# Comuna Huncea, Haisîn
Huncea (în ucraineană Гунча) este o comună în raionul Haisîn, regiunea Vinnița, Ucraina, formată din satele Adamivka și Huncea (reședința).

## Demografie
Componența lingvistică a satului Huncea
     Ucraineană (99,52%)
     Alte limbi (0,48%)
Conform recensământului din 2001, majoritatea populației satului Huncea era vorbitoare de ucraineană (99,52%), existând în minoritate și vorbitori de alte limbi.